# المشوار (مسلسل)
المشوار هو مسلسل تلفزيوني مصري عُرض في شهر رمضان عام 1443 هـ، من بطولة محمد رمضان ودينا الشربيني، من تأليف محمد فريد ومن إخراج محمد ياسين.

## قصة المسلسل
يترك ماهر بلدته رفقة زوجته ورد وابنه رحيم هربًا من رجل الأعمال وتاجر الآثار وجيه ويستقر عند خالته في منطقة المكس بالإسكندرية في محاولة لإخفاء سره الكبير عن أعين الناس، ولكن يعود رجل الأعمال وجيه ليطارده وسط احداث أخرى مليئة بالإثارة والتشويق.

## طاقم العمل
- محمد رمضان: (ماهر عاشور)
- دينا الشربيني: (ورد)
- أحمد مجدي: (المقدم علاء)
- بيومي فؤاد
- أحمد كمال: (وجيه الشوربجي)
- ندى بسيوني
- أحمد صفوت: (شامل)
- ندى موسى: (عزة)
- محمد جمعة: (منصور)
- سامي مغاوري
- سماء إبراهيم
- خالد كمال
- أحمد زاهر
- أحمد عزمي
- أحمد سعيد عبد الغني
- خالد أنور
- حنان يوسف: (خالة ماهر)
- كارولين خليل
- ثراء جبيل
- محمد عز
- محمود الليثي
- محسن منصور
- سارة عبد الرحمن
- محمد علي رزق
- محمد العزازي

## فريق العمل
- إخراج: محمد ياسين
- تأليف: محمد فريد
- إنتاج: ميديا هب (سعدي - جوهر)
- مدير التصوير: عبد السلام موسى
- مونتاج: محمد عيد
- موسيقى تصويرية: ليال وطفة

## التصوير
بدأ تصوير المسلسل في نوفمير 2021 بإحدى فيلل جاردن سيتي بالقاهرة. وبدأ محمد رمضان تصوير أول مشاهده في يناير 2022 وتم التصوير في مناطق عديدة داخل الجيزة، منها منطقة شبرامنت.